# Dolichomitus mesocentrus
Dolichomitus mesocentrus är en stekelart som först beskrevs av Johann Ludwig Christian Gravenhorst 1829.  Dolichomitus mesocentrus ingår i släktet Dolichomitus och familjen brokparasitsteklar. Arten är reproducerande i Sverige. Utöver nominatformen finns också underarten D. m. afghanator.